# Zhang Lu (réalisateur)
Dans ce nom chinois, le nom de famille, Zhang, précède le nom personnel.
Pour les articles homonymes, voir Zhang Lu et Zhang.
Zhang Lu (张鹭) est un romancier, réalisateur et scénariste chinois, né en 1962. Il fait partie de la minorité coréenne installée le long de la frontière avec l'actuelle Corée du Nord. 
Diplômé en littérature chinoise, il signe en 1986 son premier roman Cicada Chirping Afternoon. Il écrit plusieurs romans et nouvelles avant de se consacrer au cinéma. En 2001, il réalise un court métrage Eleven, sélectionné dans de nombreux festivals, puis en 2003, un long métrage Tang Poetry .  Il réalise Grain In Ear, son second long métrage, en 2005.

## Filmographie
Court métrage
- 2001 : Eleven

Longs-métrages
- 2003 : Tang Poetry
- 2005 : Grain in Ear
- 2005 : Mang zhong
- 2008 : Rêve de désert (경계, Kyeong-gye)
- 2010 : La Rivière Tumen (두만강, Dumangang)
- 2014 : Gyeongju (경주)
- 2015 : Love And... (필름시대사랑)
- 2016 : A Quiet Dream (춘몽, Chun-mong)
- 2018 : Ode to the Goose (군산: 거위를 노래하다, Joh-eun-nal)
- 2019 : Fukuoka
- 2021 : Yanagawa
- 2023 : The Shadowless Tower